# Getwistete Diagonale (Kategorientheorie)
Die getwistete Diagonale einer Kategorie (auch getwistete Pfeilkategorie genannt) ist im mathematischen Teilgebiet der Kategorientheorie eine Konstruktion, welche die Morphismen einer Kategorie zu den Objekten einer neuen Kategorie macht und deren Morphismen dann Paare an deren Domänen und Kodomänen verbindenden Morphismen sind, welche jedoch in unterschiedliche Richtungen zeigen. Eine andere Beschreibung ist als Kategorie der Elemente des Hom-Funktors, wobei sich die Vertwistung dann daraus ergibt, dass dieser kontravariant im ersten und kovariant in zweiten Eintrag ist. Eine Verallgemeinerung ist die getwistete Diagonale einer simplizialen Menge, wobei beide Konstruktionen einander unter dem Nerv entsprechen.

## Definition
Für eine Kategorie {\displaystyle {\mathcal {C}}} ist ihre getwistete Diagonale {\displaystyle \operatorname {Tw} ({\mathcal {C}})} eine Kategorie, deren Objekte ihre Pfeile sind:
{\displaystyle \operatorname {Ob} (\operatorname {Tw} ({\mathcal {C}}))=\operatorname {Ar} ({\mathcal {C}})}
und für welche die Morphismen zwischen zwei solchen Objekten {\displaystyle f\colon A\rightarrow B} und {\displaystyle g\colon X\rightarrow Y} die Paare an Morphismen {\displaystyle p\colon X\rightarrow A} und {\displaystyle q\colon B\rightarrow Y} in {\displaystyle {\mathcal {C}}} mit {\displaystyle g=q\circ f\circ p} sind. Sei {\displaystyle [1]} die Kategorie {\displaystyle 0\rightarrow 1} mit zwei Objekten und einem nichttrivialen Morphismus (wobei die Notation von der Simplexkategorie stammt), dann ist die getwistete Diagonale {\displaystyle \operatorname {Tw} ({\mathcal {C}})} nicht die Funktorkategorie {\displaystyle \mathbf {Fun} ([1],{\mathcal {C}})} da die Morphismen zwischen den Domänen verkehrt sind. Eine alternative Definition ist als Kategorie der Elemente des Hom-Funktors:
{\displaystyle \operatorname {Tw} ({\mathcal {C}}):=\operatorname {El} (\operatorname {Hom} _{\mathcal {C}}).}
Zudem gibt es einen kanonischen Funktor:
{\displaystyle \operatorname {Tw} ({\mathcal {C}})\rightarrow {\mathcal {C}}^{\mathrm {op} }\times {\mathcal {C}},(f\colon X\rightarrow Y)\mapsto (X,Y).}

## Eigenschaften
- Unter dem Nerv wird die getwistete Diagonale einer Kategorie zur getwisteten Diagonale einer simplizialen Menge. Für eine Kategorie {\displaystyle {\mathcal {C}}} gilt:[2]
{\displaystyle N\operatorname {Tw} ({\mathcal {C}})=\operatorname {Tw} (N{\mathcal {C}}).}

- Scheiben- und Koscheibenkategorien lassen sich als Faserprodukte aus der getwisteten Diagonale beschreiben. Für eine Kategorie {\displaystyle {\mathcal {C}}} gilt:[3]
{\displaystyle X\backslash {\mathcal {C}}\cong \{X\}\times _{{\mathcal {C}}^{\mathrm {op} }}\operatorname {Tw} ({\mathcal {C}});}
{\displaystyle {\mathcal {C}}/X\cong \operatorname {Tw} ({\mathcal {C}})\times _{\mathcal {C}}\{X\}.}